# Vittore Veneziani
Vittore Veneziani (Ferrara, 25 maggio 1878 – Ferrara, 14 gennaio 1958) è stato un direttore di coro e compositore italiano.

## Biografia
Di famiglia ebraica (il padre Felice era commerciante in via Vignatagliata, corista dilettante e appassionato di musica), si formò dapprima presso la Scuola Comunale di Musica Frescobaldi nella sua città natale; nel 1896 si iscrisse al Liceo Musicale di Bologna come studente di Contrappunto e Alta composizione, dove perfezionò i suoi studi sotto la guida di Cesare Dall'Olio e Luigi Torchi e, successivamente, di Giuseppe Martucci.
Nei primi anni di carriera fu attivo come direttore di coro e compositore presso la Sinagoga di Ferrara, collaborando con il collega e amico Fidelio Finzi. Tra le opere composte per questa istituzione è pervenuta fino ad oggi la partitura di In memoria di Umberto I. Preghiera di Margherita di Savoja: armonium (o pianoforte) e voci di donne, nella quale Veneziani introdusse due novità: l'armonium e il coro femminile.
In seguito fu insegnante di canto corale per 9 anni al conservatorio di Venezia. Tra il 1913 e il 1919 diresse la Scuola Municipale di Canto Corale a Torino, ricoprendo anche l'incarico di istruttore del coro del Teatro Regio. Chiamato al Teatro Comunale di Bologna, vi restò fino al 1921 quando Toscanini lo chiamò a dirigere il coro della Scala. Nel novembre del 1938 dovette rassegnare le dimissioni a causa delle leggi razziali fasciste. 
Fra gli ultimi concerti del complesso del Teatro alla Scala di Milano diretti da Veneziani si ricorda la Messa da requiem di Giuseppe Verdi eseguita, nel giugno dello stesso 1938, a Forlì, allora città-vetrina del regime fascista, per le imponenti celebrazioni per il quinto centenario della nascita di Melozzo, celebrazioni volute dallo stesso Benito Mussolini per il loro impatto propagandistico a livello nazionale e internazionale.
In seguito, Veneziani si dedicò al coro del tempio israelita di Milano, prima di rifugiarsi in Svizzera, nel febbraio del 1944. 
In quel periodo continuò a dedicarsi all'attività corale, istituendo un coro nell'istituto di Roveredo e partecipando alla vita musicale della vicina Bellinzona.  Nel luglio 1945 rientrò in Italia e riprese il posto di direttore del coro della Scala, dove rimase fino all'ottobre del 1954.
Nel 1955, tornato a Ferrara (dove morì tre anni più tardi), contribuì alla costituzione dell'Accademia Corale che oggi ha preso il suo nome.
Come compositore, oltre a numerosi cori e romanze da camera, Veneziani produsse una Messa corale dedicata alla Corale di Roveredo e l'opera La leggenda del Lago (librettista Guido Pusinich) rappresentata al Teatro La Fenice di Venezia l'8 febbraio 1911. Con il librettista veneto Pusinich affrontò la lirica da camera, genere musicale che sfociò negli anni a venire in produzioni più leggere. Con il poeta e letterato ferrarese Domenico Tumiati sviluppò invece, diffondendolo per tutta la penisola, il melologo, genere che lo stesso Tumiati promuoveva in funzione di distacco dalla tradizione del melodramma. Una di queste opere, la Parisina, fu rappresentata nel gennaio 1901 al Teatro Niccolini di Firenze e, qualche mese più tardi, al Teatro Comunale di Bologna).
Altri lavori di Veneziani sono : La Badia di Pomposa (1900), Emigranti e La morte di Baiardo (1902).